# Moisés Arias

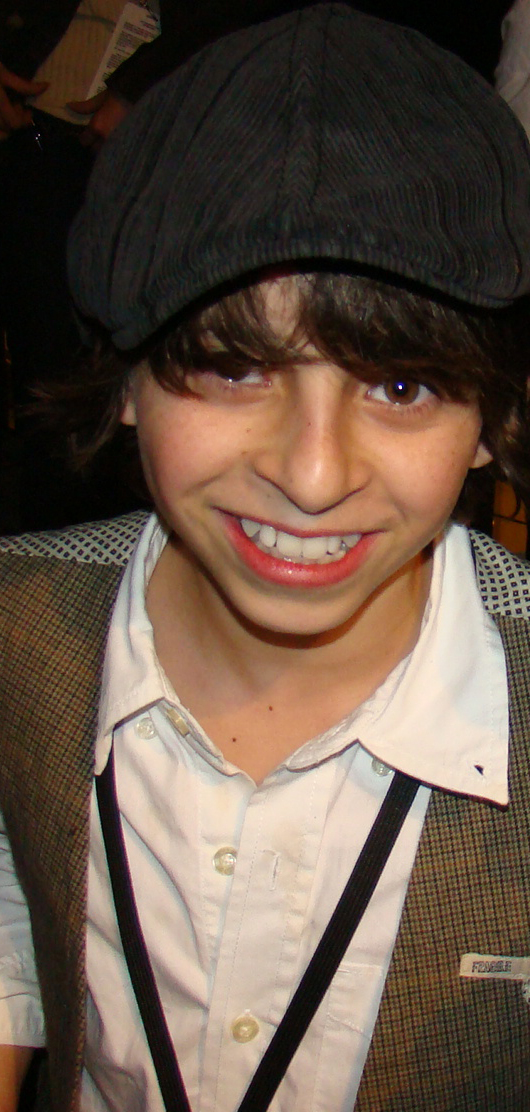
Moisés Arias

Moisés Arias (n. 18 aprilie 1994) este un actor american care a participat la filmele și serialele produse de The Walt Disney Company.

## Televiziune
| An        | Titlu                                            | Rol                        | Note                                         |
| --------- | ------------------------------------------------ | -------------------------- | -------------------------------------------- |
| 2005      | Everybody Hates Chris                            | Kid #1                     |                                              |
| 2006      | Zack și Cody, ce viață minunată                  | Randall                    |                                              |
| 2006-2010 | Hannah Montana                                   | Rico                       |                                              |
| 2009      | Hannah Montana                                   | Rico/Angus                 | ep. „Knock Knock Knockin' on Jackson's Head” |
| 2006      | Disney Channel Games 2006                        | El                         |                                              |
| 2007      | Disney Channel Games 2007                        | El                         |                                              |
| 2008      | Disney Channel Games 2008                        | El                         |                                              |
| 2008      | Studio DC: Almost Live                           | El                         |                                              |
| 2009      | Phineas și Ferb                                  | Fred și Kid #1             |                                              |
| 2009 2013 | Magicienii din Waverly Place The kings of summer | Conștiința lui Max Biaggio |                                              |